# Friedrich Teßmann
Friedrich Teßmann (* 15. Februar 1884 auf Schloss Korb in Eppan; † 23. Juni 1958 in Bozen) war ein Südtiroler Jurist, Heimatforscher, Politiker und Büchersammler.

## Leben
Friedrich Teßmann wurde als Sohn von Ernst Teßmann aus Greifswald und der gebürtigen Rheinländerin Agnes Schmitz-Werrökke auf Schloss Korb oberhalb von Missian geboren. Er besuchte das Benediktinergymnasium in Meran und begann anschließend ein Studium der Germanistik an der Ludwig-Maximilians-Universität München. Auf Wunsch seines Vaters wechselte er jedoch bald zur Rechtswissenschaft, der er sich zunächst an der Universität Wien und später an der Universität Innsbruck widmete.
Als promovierter Jurist arbeitete Teßmann bei der k.k. Statthalterei Innsbruck, später bei der k.k. Bezirkshauptmannschaft in Bozen. Während des Ersten Weltkriegs kämpfte er zunächst an der Ostfront in Galizien, anschließend war er Hauptmann im Gebirgskrieg in den Dolomiten. Nach der faschistischen Machtergreifung verwaltete er ab 1924 die Besitzungen der Familie Campofranco in Kaltern. 1936, nach dem Tode der Fürstin Campofranco, zog er sich auf seinen Ansitz Lindenheim in Eppan zurück, wo er sich intensiv mit landeskundlichen Studien beschäftigte. In dieser Zeit begann er, unterstützt und beraten von Karl Theodor Hoeniger, eine umfangreiche Sammlung an Tirolensien aufzubauen. Diese Fachbibliothek stellte er bis 1943, als er sie aufgrund des Zweiten Weltkriegs in Sicherheit bringen musste, Freunden und Gleichgesinnten in Bozen zur Verfügung.
In der Nachkriegszeit wurde Teßmann in den Reihen der Südtiroler Volkspartei politisch aktiv. Von 1948 bis 1952 war er Abgeordneter im Regionalrat Trentino-Südtirol und damit gleichzeitig im Südtiroler Landtag. In der Regionalregierung und der Landesregierung fungierte er in diesem Zeitraum als Assessor für Land- und Forstwirtschaft, im Kabinett Erckert I war er zudem Landeshauptmannstellvertreter. Sein Hauptaugenmerk galt dem Genossenschaftswesen und den „Geschlossenen Höfen“. 1952 zog er sich aus gesundheitlichen Gründen aus der Politik zurück und widmete sich wieder verstärkt der Landesgeschichte, was sich in zahlreichen publizierten Artikeln, etwa in der Zeitschrift Der Schlern, niederschlug.
Seine umfangreiche Tirolensien-Sammlung, die aus 12.000 Büchern, Grafiken, Zeichnungen, Karten und musealen Objekten bestand, vermachte Teßmann 1957 der Österreichischen Akademie der Wissenschaften mit der Auflage, sie der Öffentlichkeit zugänglich zu machen und laufend zu aktualisieren. 1958, kurze Zeit nach seinem Ableben, wurde in Bozen die vom Südtiroler Kulturinstitut betreute Teßmann-Bücherei eröffnet. Diese ging 1982 in der Südtiroler Landesbibliothek „Dr. Friedrich Teßmann“ auf.
Die Grundschule von Missian ist nach Friedrich Teßmann benannt.